# Гунцелин VI граф на Шверин
Гунцелин VI фон Шверин (на немски: Gunzelin VI von Schwerin; * ок. 1290; † 1327) е граф на Шверин (1323 – 1327).
Той е най-възрастният син на граф Николаус I фон Шверин (* ок. 1260; † 1323), граф на Витенбург, Бойценбург и Кривиц със Силезия, и първата му съпруга Елизабет фон Холщайн (* ок. 1260; † 1327), дъщеря на граф Йохан I фон Холщайн и Елизабет Саксонска, дъщеря на херцог Албрехт I от Саксония.
Гунцелин VI е на 31 октомври 1305 г. кантор в катедралния капител в Шверин и напуска преди 17 февруари 1307 г. или най-късно на 1 май 1312 г. След смъртта на баща му той е наричан на 30 март 1323 г. управляващ граф на Витенбург.

## Фамилия
Гунцелин VI се жени за Рихардис фон Текленбург (* ок. 1290; † ок. 1327), дъщеря на Ото IV фон Текленбург-Иббенбюрен († 1307) и на Беатрикс фон Ритберг († 1312/25), дъщеря на граф Фридрих I фон Ритберг. Тя е наследничка на графство Текленбург. Те имат децата:.
- Ото I († 1357), граф на Витенбург 1328, граф на Шверин 1344 – 1356, ∞ принцеса Мехтхилд фон Верле (* ок. 1328; † 1354), дъщеря на княз Йохан III фон Верле
- Николаус I (III) († сл. 1367), 1356 – 1358 граф на Текленбург, ∞ I. графиня Хелена фон Олденбург, ∞ II. графиня NN фон Дипхолц
- Мехтхилд († сл. 1378), ∞ граф Хенинг фон Гюцков
- Беата († пр. 1341), ∞ 1334 херцог Албрехт IV фон Саксония-Лауенбург
- Рихардис (Рикса) (* ок. 1320; † 1384), ∞ херцог Валдемар V фон Шлезвиг (Валдемар III крал на Дания, 1326 – 1330), син на херцог Ерих II фон Шлезвиг